# Линия Мидосудзи
Линия Мидосудзи (яп. 御堂筋線 мидосудзисэн) — первая линия метрополитена Осаки, открыта в 1933 году. Находится под управлением комитета по муниципальному транспорту Осаки. Включает двадцать станций и имеет протяжённость 24,5 км. Первый пусковой участок линии — Умеда—Синсайбаси — вторая по старшинству линия метро в Японии. К северу от станции Накацу линия проложена по поверхности, по осевой шоссе Син-Мидосудзи. Северная конечная линии станция Эсака служит так же южной конечной линии Намбоку, поезда проходят за станцию Эсака далее на пути линии Намбоку до конечной Сенри-Тюо. На всех станциях линии установлены автоматические платформенные ворота.
На схемах линия обозначается красным цветом, в качестве сокращения используется литера M (с неё начинаются индексы станций, в том числе и станций линии Намбоку).

## Станции
| №   | Название                    | Японское            | Пикет | Пересадки | Расположение    |
| --- | --------------------------- | ------------------- | ----- | --- | --------------- |
| M11 | Эсака                       | 江坂                | 0.0   | Линия Намбоку (сквозное движение) | Суита           |
| M12 | Хигаси-Микуни               | 東三国              | 2.0   | | Ёдогава, Осака  |
| M13 | Син-Осака                   | 新大阪              | 2.9   | - Токайдо Синкансэн - Санъё Синкансэн - Линия Токайдо (Линия Киото (Japan Railways)) | Ёдогава, Осака  |
| M14 | Нисинакадзима- Минамигата   | 西中島南方          | 3.6   | Линия Киото (Ханкю) (Минамигата) | Ёдогава, Осака  |
| M15 | Накацу                      | 中津                | 5.4   | | Кита, Осака     |
| M16 | Умэда                       | 梅田                | 6.4   | - Линия Танимати - Хигаси-Умэда (T20) - Линия Ёцубаси - Ниси-Умэда (Y11) - Линия Токайдо (JR Kyoto Line, JR Kobe Line, Линия Такарадзука (Japan Railway)), Осакская кольцевая железная дорога - Osaka / JR Tozai Line - Kitashinchi - Линия Кобэ (Ханкю), Линия Киото (Ханкю), Линия Такарадзука (Ханкю) - Линия Хансин | Кита, Осака     |
| M17 | Ёдоябаси (Городская ратуша) | 淀屋橋 （市役所前） | 7.7   | Железная дорога Кэйхан / Линия Наканосима - Оэбаси | Тюо, Осака      |
| M18 | Хоммати                     | 本町 （船場西）     | 8.6   | - Линия Тюо (C16) - Линия Ёцубаси (Y13) | Тюо, Осака      |
| M19 | Синсайбаси                  | 心斎橋              | 9.6   | - Линия Нагахори Цуруми-рёкути (N15) - Линия Ёцубаси - Ёцубаси (Y14) | Тюо, Осака      |
| M20 | Намба                       | 難波                | 10.5  | - Линия Сэннитимаэ (S16) - Линия Ёцубаси (Y15) - Линия Нанкай, Линия Нанкай-Коя - Линия Намба (Кинтэцу) - Осака-Намба - Линия Намба (Хансин) - Осака-Намба - Линия Кансай (Линия Яматодзи) - JR Namba | Тюо, Осака      |
| M21 | Дайкокутё                   | 大国町              | 11.7  | Линия Ёцубаси (Y16) | Нанива, Осака   |
| M22 | Добуцуэн-маэ                | 動物園前 （新世界） | 12.9  | - Линия Сакаисудзи (K19) - Осакская кольцевая железная дорога, Линия Кансай (Яматодзи) - Син-Имамия - Линия Нанкай, Линия Коя - Син-Имамия - Линия Ханкай - Минами-Касумитё | Нисинари, Осака |
| M23 | Тэннодзи                    | 天王寺              | 13.9  | - Линия Танимати (T27) - Линия Кансай (Яматодзи), Osaka Loop Line, Линия Ханва - Линия Минами-Осака (Кинтэцу) - Осака-Абенобаси - Линия Уэмати (Ханкай) - Тэннодзи-Экимаэ | Абено, Осака    |
| M24 | Сёватё                      | 昭和町              | 15.7  | | Абено, Осака    |
| M25 | Ниситанабэ                  | 西田辺              | 17.0  | | Абено, Осака    |
| M26 | Нагаи                       | 長居                | 18.3  | Hanwa Line | Сумиёси, Осака  |
| M27 | Абико                       | 我孫子              | 19.5  | | Сумиёси, Осака  |
| M28 | Китаханада                  | 北花田              | 21.4  | | Кита, Сакай     |
| M29 | Синканаока                  | 新金岡              | 23.0  | | Кита, Сакай     |
| M30 | Накамодзу                   | 中百舌鳥            | 24.5  | - Линия Нанкай-Коя - Semboku Rapid Railway | Кита, Сакай     |

## Технические параметры
Линия двухпутная, нормальной колеи, проложена под землёй мелким заложением, а участок от  станции Накасу до конечной Эсака и далее часть линии Намбоку проложены по поверхности.
Питание от третьего рельса постоянным током на напряжении 750 В.
Линия оборудована автоматической блокировкой.
На линии используются десятивагонные составы, длина состава ограничена десятью вагонами по длине платформ на станциях.
Длина линии 24,5 км, максимальная скорость на линии 70 км/ч.
На линии расположено одно электродепо — Нагаи-Накамодзу, ветка в которое отходит в районе станции Синканаока. Старые мастерские депо Нагаи (бывшая площадка), сохранились на прежнем месте возле станции Ниситанабе. До 1987 года линию обслуживало депо Абико, находившееся за одноимённой станцией, было закрыто после продления линии 18 апреля 1987 года далее на юг. Так же электродепо есть на линии Намбоку — депо Момояма-дай.

## Подвижной состав
На линии используются электропоезда серий
- 10/10A (с 1976/1979) (переданы с линии Танимати)
- 21 (с 1991)
- 30000 (с декабря 2011)
- Китакю 8000 (с 1987)

## История
Линия Мидосудзи стала первой линией метрополитена в Осаке и первой муниципальной линией метро в Японии. Первый подземный участок от Умэды до Синибаси был пройден полностью ручным способом и открыт в 1933 году. Открытие затягивалось из-за многочисленных проблем с обрушениями и протечками, вызванных как слабыми грунтами под северной Осакой, так и низким инженерным опытом строителей. Первые вагоны были доставлены на линию вручную с помощью вьючных животных с путей Национальных железных дорог в районе станции Умэда. В тот момент действовала временная станция Умэда, а современная появилась позже, в 1935 году.
Первые несколько лет на линии ходили всего лишь одновагонные поезда, хотя с самого начала станции были спроектированы под восьмивагонные составы.
- 20 мая 1933 — Умэда (временная станция)—Синсайбаси. Открытие.[1]
- 6 октября 1935 — открыта современная станция Умэда.
- 30 октября 1935 — открытие перегона Синсайбаси—Намба. Переход на двухвагонные составы.
- 21 апреля 1938 — открытие участка Намба—Теннодзи. Начали ходить поезда трёхвагонной составности.
- На время второй мировой войны строительство приостановлено.
- 20 декабря 1951 — открытие участка Тэннодзи—Сёватё.
- 5 октября 1952 — открытие участка Сёватё—Ниситанабэ.
- 1 августа 1953 — переход на четырёхвагонные составы.
- 1 апреля 1957 — переход на пятивагонные составы.
- 1 мая 1958 — переход на шестивагонные составы.
- 1 июля 1960 — открытие участка Ниситанабэ—Абико.
- 1 июня 1963 — переход на восьмивагонные составы.
- 1 сентября 1964 — открытие участка Умэда—Син-Осака.
- 29 августа 1968 — начало эксплуатации подвижного состава серии 30.
- 24 февраля 1970 — открыт участок Син-Осака—Эсака вместе с открытием линии Намбоку. Этот участок стал первым на линии, где было применено АРС вместо автостопов.
- 1 апреля 1971 — на линии введена централизация и диспетчерский контроль.
- 16 февраля 1976 — начало эксплуатации подвижного состава 10 серии.
- 18 апреля 1987 — открытие участка Абико—Накамодзу. Начало переоборудование станций под девятивагонные поезда.
- 24 августа 1987 — окончено переоборудование линии под девятивагонные составы и все поезда переформированы на 9 вагонов.
- 14 мая 1991 — начало эксплуатации поездов 21 серии.
- 9 декабря 1995 — начало переоборудования станций под десятивагонные поезда.
- 1 сентября 1996 — линия переведена на десятивагонные составы.
- 11 ноября 2002 — введены женские вагоны.
- декабрь 2011 — поезда 30000 серии вышли на линию.